# Kaschenbach

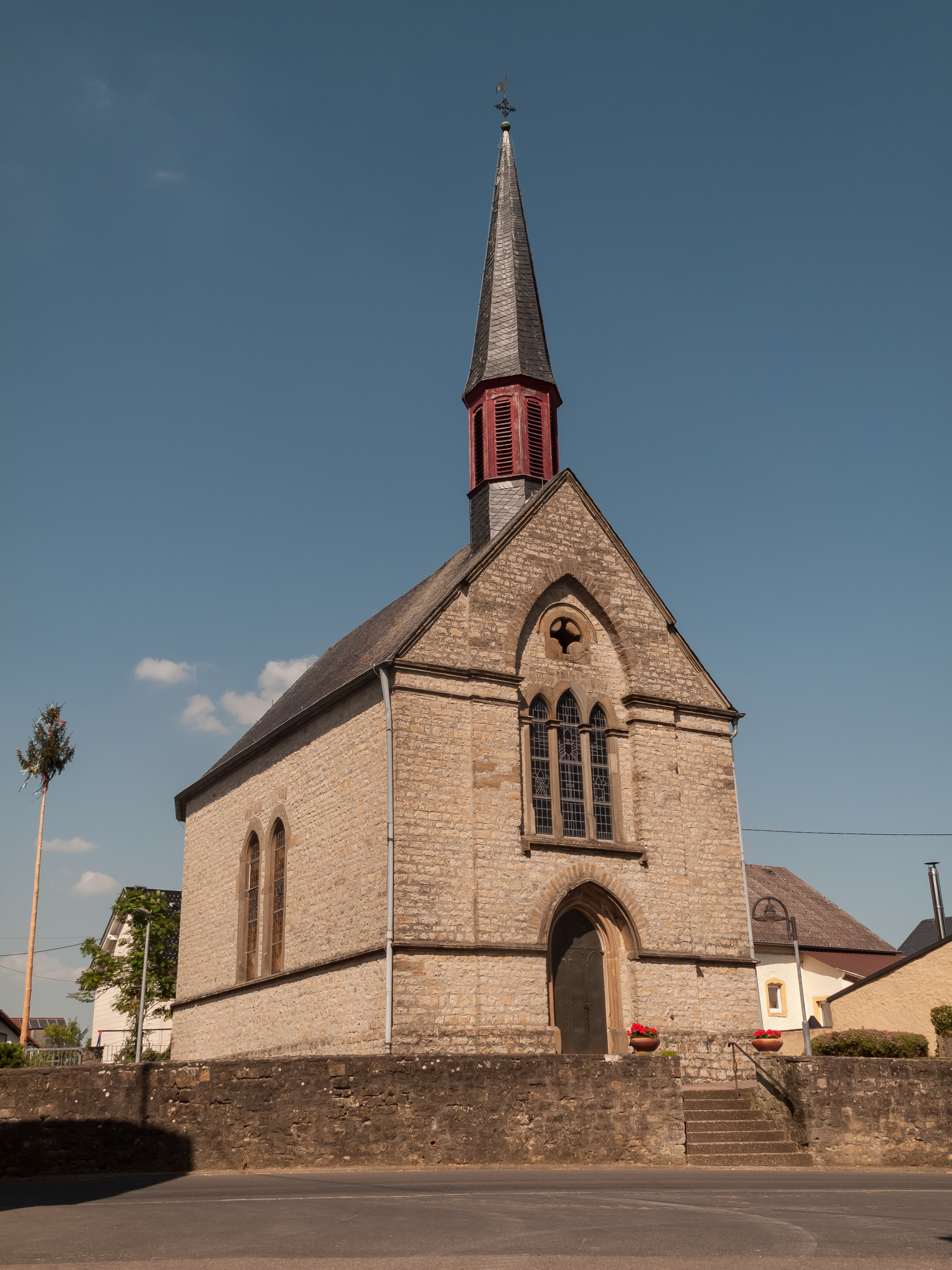
Kaschenbach, die Filialkirche Sankt Michael

Kaschenbach ist eine Ortsgemeinde im Eifelkreis Bitburg-Prüm in Rheinland-Pfalz. Sie gehört der Verbandsgemeinde Südeifel an.

## Geographie
Kaschenbach liegt im so genannten Weißland am Unterlauf des Flusses Nims, rund 10 km südlich von Bitburg. Zur Gemeinde gehört auch der Wohnplatz Lehnshof.
Nachbarorte von Kaschenbach sind die Ortsgemeinden Meckel im Nordosten, Gilzem und Eisenach im Südosten, Niederweis im Südwesten sowie Alsdorf im Nordwesten.

## Geschichte
Die Region um Kaschenbach war schon früh besiedelt, was durch den Fund eines ausgedehnten Gräberfeldes südöstlich des Ortes belegt werden konnte. Es stammt primär aus der Urnenfelderzeit, enthielt jedoch auch einige Nachbestattungen aus der Hunsrück-Eifel-Kultur sowie aus römischer Zeit. 18 von 66 Hügeln wurden bisher näher untersucht.
Die erste urkundliche Erwähnung als „Kirsenbach“ stammt aus dem Jahre 1258, möglicherweise ist Kaschenbach aber auch identisch mit dem bereits im 9. Jahrhundert genannten Crispiniacum. Infolge der Wirren des Dreißigjährigen Krieges und der anschließenden Kriege mit Frankreich gab es in Kaschenbach 1658 nur noch einen einzigen Einwohner. Von dieser Krise erholte sich der Ort jedoch gut, 1750 gab es hier wieder sieben Wohnhäuser und vier Höfe und im Verlauf des 19. Jahrhunderts überschritt Kaschenbach die 100-Einwohner-Marke; allerdings ist die Bevölkerungszahl seither vor allem auf Grund der Landflucht wieder deutlich zurückgegangen.
Bis Ende des 18. Jahrhunderts gehörte Kaschenbach zur Propstei Echternach im Herzogtum Luxemburg. Im Jahr 1794 hatten französische Revolutionstruppen die Österreichischen Niederlande, zu denen die Region damals gehörte, besetzt. Unter der französischen Verwaltung gehörte der Ort von 1795 bis 1814 zum Arrondissement Bitburg im Departement der Wälder.
Aufgrund der auf dem Wiener Kongress (1815) getroffenen Vereinbarungen wurde die Region dem Königreich Preußen zugeordnet. Unter der preußischen Verwaltung wurde Kaschenbach der Bürgermeisterei Alsdorf im 1816 neu errichteten Kreis Bitburg im Regierungsbezirk Trier zugeordnet, der von 1822 an zur Rheinprovinz gehörte. Im Jahr 1914 kam Kaschenbach zur Bürgermeisterei Wolsfeld, (ab 1927 Amt Wolsfeld), 1970 zur Verbandsgemeinde Irrel und 2014 zur Verbandsgemeinde Südeifel.
Kaschenbach gilt als ein Dorf, in dem die Grundformen der mittelalterlichen Bodenordnung der Stockgüter sich bis in unsere Zeit erhalten haben. Die ehemals vier Stockgüter mit ca. 100 Morgen Grundbesitz, der nach altem sächsischen Recht nicht geteilt werden durfte, sondern an den Hoferben überging, befinden sich heute noch ungeteilt in Besitz alteingesessener Bauernfamilien.
Unmittelbar östlich des Ortes ist im Gelände noch die Trasse der ehemaligen Eisenbahnstrecke Bitburg-Erdorf – Igel zu erkennen, deren Betrieb südlich von Bitburg mittlerweile eingestellt wurde.
Bevölkerungsentwicklung
Die Entwicklung der Einwohnerzahl von Kaschenbach, die Werte von 1871 bis 1987 beruhen auf Volkszählungen:
| Jahr | Einwohner |
| ---- | --------- |
| 1815 | 54        |
| 1835 | 82        |
| 1871 | 131       |
| 1905 | 114       |
| 1939 | 70        |
| 1950 | 78        |
| 1961 | 63        |

| Jahr | Einwohner |
| ---- | --------- |
| 1970 | 69        |
| 1987 | 44        |
| 1997 | 46        |
| 2005 | 55        |
| 2011 | 57        |
| 2017 | 59        |
| 2023 | 64        |

## Politik

### Gemeinderat
Der Ortsgemeinderat in Kaschenbach besteht aus sechs Ratsmitgliedern, die bei der Kommunalwahl am 9. Juni 2024 in einer Mehrheitswahl gewählt wurden, und dem ehrenamtlichen Ortsbürgermeister als Vorsitzendem.

### Bürgermeister
Johannes Billen ist langjähriger Ortsbürgermeister von Kaschenbach. Bei der Direktwahl am 26. Mai 2019 wurde er mit einem Stimmenanteil von 70,21 % und am 9. Juni 2024 als einziger Bewerber mit 81,0 % für jeweils weitere fünf Jahre in seinem Amt bestätigt.

### Wappen
| Wappen von Kaschenbach | Blasonierung: „In Silber, rechts rot flankiert, belegt mit einer goldenen Ähre, links grün flankiert, belegt mit einem goldenen Vogelkirschenblatt, ein schwarzer Schlussstein in Form eines Sternkreuzes mit halbkugeligen Verdickungen an den Kreuzarmansätzen, belegt mit Schäferhut über Schäferstab und Trinkflasche in Silber.“ |
| Wappen von Kaschenbach | Wappenbegründung: In der Deckenkonstruktion, einem Kreuzrippengewölbe, befindet sich ein Schlussstein mit einem eingemeißelten Wappen. Da dieses Wappen vermutlich einen Bezug auch herstellen sollte zur Benediktinerabtei Echternach und einen Hirten mit Stab sowie Trinkgefäß zeigt, wurden die Symbole dieses Motivs in silberner Aufschrift des jetzigen Ortswappens übernommen. Ab 1797 lag der Ort im sogenannten Wälderdepartement, 20 Jahre lang unter französischem Einfluss, bis die Eingliederung durch den Wiener Vertrag vom 31. Mai 1815 in das Königreich Preußen erfolgte. Kaschenbach gehörte zum Landkapitel Kyllburg-Bitburg und erstaunlicherweise zu 2 Pfarreien, nämlich zur Pfarrei Alsdorf und zur Pfarrei Meckel. Aus diesem Grunde wurden die Randstreifen im neuen Wappen in grün und rot gehalten. Als Anspielung auf das fruchtbare Muschelkalkgebiet stehen die goldene Ähre für die Feldflur und ein Vogelkirschenblatt für den Wald. |

## Kultur und Sehenswürdigkeiten
Umgeben vom Kirchhof erhebt sich die 1846 anstelle eines Vorgängers erbaute, schräg zur Hauptstraße stehende katholische Kirche St. Michael an der höchsten Stelle des Dorfes. Die Formen der Architektur sind die eines gotisierenden Klassizismus. Der neue Turm wurde 1874 durch Kreisbaumeister Peter Josef Julius Wolff aus Bitburg gebaut.
Siehe auch: Liste der Kulturdenkmäler in Kaschenbach

## Verkehr
Kaschenbach liegt an der Kreisstraße K 25, von der im Ort die K 26 abzweigt.

## Persönlichkeiten des Ortes
- Adolf Billen (1911–1979), Politiker (CDU), Abgeordneter des Rheinland-Pfälzischen Landtages von 1951 bis 1971.
- Michael Billen (1955–2022), Politiker (CDU), Abgeordneter des Rheinland-Pfälzischen Landtages von 1996 bis 2020.